# Alejandra Gere
 (mai 2016).
Alejandra Gere, aussi connue sous le nom d'Alejandra Silva, est une publicitaire, femme d'affaires et activiste espagnole né 16 février 1983 à La Corogne.

## Biographie
Alejandra Silva est la fille d’Ignacio Silva et de Paola García-Baquero. Son père est un homme d’affaires et a notamment été le vice-président du Real Madrid.
Quelque temps plus tard, sa famille s'installe à Madrid où la jeune Alejandra sort diplômée de l’école Mater Salvatoris. À l’âge de 15 ans, elle part étudier dans le Dorset, en Angleterre où elle obtient son diplôme C1 Advanced Cambridge English. Peu de temps après elle retourne à Madrid pour poursuivre ses études universitaires.
Après avoir obtenu son diplôme universitaire en marketing et publicité, elle fait un stage au sein de l’agence de publicité The Farm, plus tard, en 2005, elle occupe un emploi dans le département marketing d'une compagnie d'aviation privée.
En février 2010, elle épouse Govind Friedland et en décembre de la même année elle donne naissance à leur fils Albert Friedland Silva. En 2011, le couple acquiert la résidence secondaire d’été du réalisateur et producteur italien Franco Zeffirelli à Positano, en Italie. La résidence est transformée en un hôtel de luxe appelé Villa Treville. Alejandra et Govind divorcent après quatre ans de mariage.
En 2015 Alejandra rencontre l'acteur américain Richard Gere. Leur romance est annoncée par la presse mondiale en juin 2015. Le couple se marie en avril 2018 et annonce la naissance de son futur enfant au début de 2019. En février 2019, Alexander vient au monde. En novembre 2019, la presse annonce qu'ils attendent leur deuxième enfant. Le petit garçon naît en avril 2020.

## Activités et activisme
En 2007, elle a soutenu l’ONG Beautiful Life avec Karolina Kurkova. Son projet avait pour objectif de montrer au monde le sort des enfants extrêmement défavorisés: réfugiés en détresse, victimes de guerre et accès à l’éducation des enfants sans domicile partout dans le monde.
En 2010, elle a participé au projet African Initiative de la fondation du club Real Madrid . Ce projet a pour objectif principal d’aider les enfants de milieux défavorisés à s’intégrer dans leur communauté à travers l’entrainement au football et la participation à des tournois spécifiques.
En 2016, elle continue son activisme, notamment avec l’ONG HOGAR SI qui offre des services pour l'ensemble des personnes sans-abri, y compris des services de jour, des refuges, le relogement transitoire et le logement permanent, et aussi avec l'ONG Proactiva Open Arms dédiée à l'aide aux interventions d'urgence humanitaire et de sauvetages en mer.